# Parmacellidae
Parmacellidae zijn een familie van weekdieren uit de orde van de landlongslakken (Stylommatophora). De eerste vertegenwoordigers van de familie worden beschreven uit het Baltische barnsteen (Parmacella succini) uit het Eoceen. Andere vondsten zijn bekend geworden uit het Onder-Plioceen.

## Leefwijze en voorkomen
De familie is verspreid in Zuid-Europa, van Portugal in het westen over Noord-Afrika tot de Kaukasus, van Noord-Iran tot Centraal-Azië. Sommige soorten komen ook voor op de Canarische Eilanden. De dieren zijn herbivoren en nachtdieren. Ze leven het liefst in bijna natuurlijke, droge biotopen, meer zelden in tuinen en parken in de buurt van nederzettingen.

## Geslachten
- Candaharia Godwin-Austen, 1888
- Cryptella Webb & Berthelot, 1833
- Drusia Gray, 1855
- Parmacella Cuvier, 1805